# Kuricyno
Kuricyno (ros. Курицино) – wieś w Rosji, w rejonie wożegodskim obwodu wołogodzkiego. W 2010 r. liczyła 16 mieszkańców.